# Испанцы в Бельгии
Испанская община в Бельгии (исп. Españoles en Bélgica) состоит из испанцев или бельгийцев испанского происхождения, проживающих в Бельгии.
В 2015 году испанцы занимали седьмое место среди иностранных граждан в Бельгии, при этом в Бельгии проживало около 60 000 испанцев. В Валлонском регионе испанцев было около 15 000 человек, что сделало их четвёртой группой среди иностранного населения Валлонии. В Брюсселе, насчитывая около 27 тысяч человек, испанцы заняли пятое место. На начало 2020 года во Фландрии проживало 22 336 человек с испанским гражданством.

## История
Связи между Испанией и Бельгией уходят в далекое прошлое. В XV веке в Брюгге уже присутствовали испанские купцы. Каталонцы в основном были представлены на Бёрсплейн, в то время как кастильцы и баски (Biscajers), которые до 1455 года составляли одну нацию, имели свои дома и склады в окрестностях сегодняшнего Ян ван Эйкплейн. Нынешние названия улиц Бискайерсплейн, Спаньярдстаат и Спанс Лоскай относятся к их присутствию. В 1512 году в Брюгге поселился испанский ученый Хуан Луис Вивес, позже он также жил в Брюсселе и Лёвене. С 1556 по 1715 годы современной Бельгией правили испанские монархи.
Во время Гражданской войны в Испании 5000 испанских детей, в основном из Страны Басков, нашли приют в Бельгии. Они известны как los niños de la guerra (дети войны).
28 ноября 1956 года Бельгия и Испания подписали миграционное соглашение, по которому испанские гастарбайтеры могли работать шахтерами на бельгийских угольных шахтах. Позже испанцы также расселились дальше по стране. Например, город Вилворде известен своей испанской общиной, которая в основном берет свое начало из деревни Пеньярроя-Пуэблонуэво.
После экономического кризиса, который сильно ударил по Испании в социально-экономической сфере и роста безработицы в стране, все больше испанцев снова ищут работу в Бельгии.

## Соглашение от 28 ноября 1956 г.
Соглашение от 28 ноября 1956 года между Бельгией и Испанией, касающееся испанской рабочей силы в Бельгии, рассматривается в контексте иммиграции в Бельгию. Вопрос об иммиграции в Бельгии не нов. Действительно, с XIX века Бельгия считалась «страной возможностей». История иммиграции в Бельгию со временем претерпела множество изменений. Однако эта миграционная волна будет характеризоваться одной константой: важностью «закона спроса и предложения» на рабочую силу.

### Предпосылки
После Второй мировой войны многие страны Западной Европы в значительной степени зависели от иностранных рабочих из-за последовавших за этим многочисленных потрясений.
Что касается Бельгии, то с начала XX века она испытает очень значительное движение рабочей иммиграции и станет «страной иммиграции».
После Второй мировой войны Бельгия столкнулась с некоторыми трудностями как в политическом, так и в экономическом, а также в социальном плане. Страна столкнулась с огромным дефицитом угля, который препятствовал её восстановлению в большинстве промышленных секторов (металлургия, цемент, печи для обжига извести, текстиль…). Таким образом, с целью победить в знаменитой «угольной битве», начатой премьер-министром Ахиллом Ван Аккером, и, в частности, чтобы иметь возможность одновременно оживить компании и в гораздо более общем плане экономику, Бельгия обратилась к массовому набору подземных горняков. Действительно, Бельгия не смогла удовлетворить спрос из-за сокращения рабочей силы, занятой в этом секторе, поскольку бельгийцы соглашались на все меньшее и меньшее количество рабочих мест на шахтах. Тогда государственные власти решили вернуться к довоенной политике, а именно к найму иностранных рабочих.
Первые переговоры о заключении соглашения между бельгийским и испанским правительствами об испанской рабочей силе датируются июнем 1956 года. Выбор Испании бельгийским правительством объясняется проблемами и все более возрастающими требованиями итальянских властей в отношении найма Бельгией итальянских рабочих. Это оставалось законным, учитывая возникающие несчастные случаи на производстве, которые приводили к гибели все большего числа горняков.

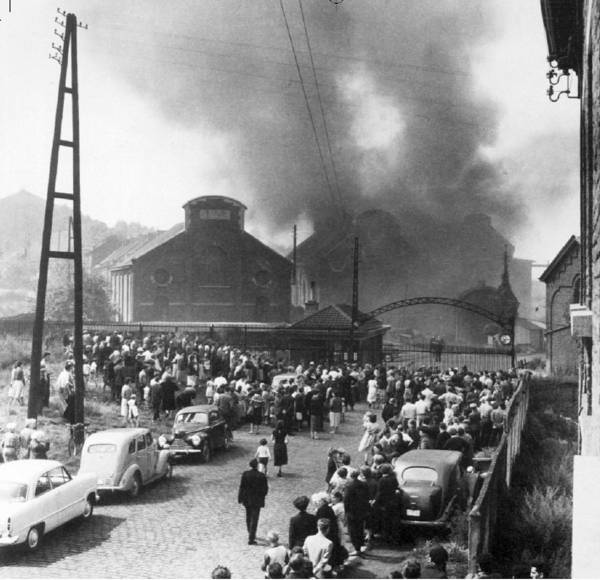
8 августа 1956 года Буа-дю-Казье в Марсинелле стал местом крупнейшей шахтерской катастрофы в Бельгии, вызванной пожаром, в результате которого погибло 262 человека из 275 человек, находившихся в шахте.

Действительно, Италия была одним из первых регионов Бельгии для найма иностранной рабочей силы. Однако кропотливая работа в шахтах стала причиной многих несчастных случаев на производстве. Это привело к тому, что Италия приостановила эмиграцию в Бельгию в августе 1956 года после катастрофы Кареньона 8 февраля 1956 г., повлекшей за собой гибель восьми человек и, последовавшей, катастрофе Буа-дю-Казье в Марсинелле 8 августа 1962 года, в результате которого погибли 262 несовершеннолетних, в том числе 136 итальянцев.
Очень быстро Бельгия обратилась к другим сферам вербовки и заключила новые двусторонние соглашения, в частности с Испанией в 1956 году.
Испания в 1950-х годах характеризовалась экономическим сокращением, выбранным генералом Франко, под контролем которого находилась Испания. Однако эта автаркическая экономическая политика была не самой мудрой идеей: страна страдала от крайней нищеты.
С 1951 года в Испании дул ветер перемен: экономическая политика была передана в руки религиозной конгрегации Opus Dei. Реформы экономической стабилизации проводились в период с 1957 по 1958 год, когда Испания вступила в Организацию экономического сотрудничества и развития (ОЭСР) и разработала План стабилизации. Тогда были приняты меры в пользу инвестиций за границу: либерализация рынков, денежная и аграрная реформы, сокращение государственного долга.
Однако новая экономическая политика, основанная на росте сельскохозяйственного производства, стабилизации цен на сельскохозяйственную продукцию, механизации и модернизации сельского хозяйства, безусловно, принесла убедительные экономические результаты, но создала ситуацию дисбаланса.
На самом деле эта политика проводилась в пользу крупных землевладельцев и в ущерб рабочим, серьёзным последствием такой политики. Таким образом, это способствовало исходу из сельских районов в крупные промышленные испанские города (Мадрид, Барселона, Бильбао и Астурия). Однако эти крупные мегаполисы не могли вместить столько людей, поэтому единственным выходом оставалась эмиграция за границу. Поэтому движения, поощряющие отъезд в Латинскую Америку и Европу (включая Бельгию), были быстро организованы Испанским институтом эмиграции (IEE), институциональным и правовым аппаратом, созданным для этой цели режимом,17 июля 1956 года.
Хоть и экономическая, испанская эмиграция была отчасти следствием диктаторского режима Франко. Таким образом, испанская иммиграция с самого начала в Бельгии была сильно политизирована: испанское сообщество оставалось в значительной степени воодушевленным антифранкистскими настроениями.

### Подписание
Переговоры в июне 1956 года привели к подписанию в Брюсселе «Конвенции о миграции между Испанией и Бельгией» 28 ноября.
Она разделена на две части: собственно Конвенцию о миграции (и текст процедур, относящихся к ней) и Конвенцию о социальном обеспечении, ратифицированную 12 марта 1958 г., условия применения которой были изложены в Административном соглашении, заключенном в Сен-Бастьене 10 сентября 1957 г. и ратифицированы 1 июля 1958 г. Дата ратификации Конвенции о миграции остается неизвестной из-за её негласного обновления каждый год. Таким образом, это объясняет тот факт, что в бельгийской официальной газете нет публикации.
Подписание Конвенции в 1958 году формализовало испанскую иммиграцию, которая долгое время оставалась неофициальной. Однако в 1966 году официальный набор на бельгийские шахты прекратился, частично с закрытием некоторых угольных шахт. Тем не менее, «туристическая» иммиграция продолжалась, хотя и не была существенной, из-за перевода безработных испанских горняков на ещё действующие угольные шахты. Только в 1973 году, когда бельгийские границы были окончательно закрыты для иностранцев из-за ухудшения экономической ситуации в Бельгии, иммиграция испанских горняков в Бельгию действительно прекратилась.

## Миграционные волны
Испанскую иммиграцию в Бельгию можно охарактеризовать как недавнюю, поскольку она начала официально организовываться в 1958 году. Однако испанское присутствие в Бельгии старше и раньше, чем кажется, и не всегда может быть объяснено с экономической точки зрения.
Первая волна иммиграции была довольно маргинальной: испанские торговцы, которые приезжали вести бизнес, в частности, в Антверпен, и политические деятели, которые на время приезжали туда в поисках убежища.
Вторая волна, между 1945 и 1956 годами, называемая «туристической иммиграцией», характеризовалась республиканским изгнанием испанцев, спасавшихся от репрессий режима Франко во время Гражданской войны в Испании, однако не являясь значительной иммиграцией.
Третья и последняя волна иммиграции состояла из экономической иммиграции, которая была организована франкистским правительством после окончания Второй мировой войны и продолжалась до 1965 года. Она стала официальной в 1958 году с ратификацией текстов и закончилась в 1973 году с окончательным закрытием бельгийских границ.
Таким образом, до подписания соглашения между двумя правительствами испанские иммигранты, безусловно, присутствовали в Бельгии, но их было немного. Таким образом, между 1945 и 1956 годами в Бельгии находились в основном левые политические беженцы, бежавшие от репрессий франкистского режима в Испании.
Что касается испанского населения, то нет данных о миграционном потоке 1950-х годов. Первые цифры относятся к 1960-м годам: в то время в Бельгии проживало 15 787 испанцев, причем географически они были сосредоточены в Брюсселе (35 %), Льеже (25 %), Шарлеруа (13,2 %) и, в меньшей степени, в Монсе (4,6 %), Антверпене (4 %) и Хасселте (3 %).
Эта иммиграция была организована после отказа итальянского правительства послать рабочих, также можно понять их концентрацию в горнодобывающих бассейнах, расположенных вдоль борозды Самбра-и-Маас, а именно между Монсом и Вервье, где присутствовали итальянцы.

## Текущее испанское население в Бельгии
Сегодняшнее бельгийское общество состоит из множества разных национальностей и культур. Однако территориальное распределение иностранцев в Бельгии не было полностью однородным. Действительно, это распределение было сделано на основе иммиграционной истории Бельгии, а также экономической привлекательности некоторых регионов.
В целом предпочтительными местами для расселения населения иностранного происхождения в Бельгии являются горнодобывающие районы Валлонии и Лимбурга, приграничные районы и городские районы (где в основном сосредоточены выходцы из соседних стран). Тем не менее, крупные городские центры, такие как регион Брюсселя, Антверпен, Гент, Шарлеруа, Монс и Льеж, не следует игнорировать с точки зрения присутствия людей иностранного происхождения.
В настоящее время среди 10 групп иностранных граждан, проживающих в Бельгии, Испания занимает 7-е место в рейтинге, в Бельгии проживает около 60 000 испанцев. В регионе Валлонии численность испанцев составляет около 15 000 человек, и они занимают 4-е место среди иностранцев в Валлонии. В Брюсселе, насчитывающем около 27 000 человек, испанцы занимают 5-е место. Таким образом, мы можем видеть, что, несмотря на прошедшие годы, испанское население по-прежнему сосредоточено в регионе Валлонии и в Брюсселе, однако с экспоненциальным увеличением с 15 000 испанцев до 60 000 испанцев в течение чуть более 50 лет.